# داني لي (مخرج)
داني لي (بالإنجليزية: Danny Lee)‏ هو كاتب سيناريو ومخرج أمريكي، ولد في 1978 في لوس أنجلوس في الولايات المتحدة.

## وصلات خارجية
- داني لي على موقع IMDb (الإنجليزية)
- داني لي على موقع قاعدة بيانات الفيلم (الإنجليزية)